# اوتی‌اس ۴۴
اوتی‌اس ۴۴ یک ستاره است که در صورت فلکی آفتاب‌پرست قرار دارد.